# عبد الله القعود
عبد الله القعود (10 أغسطس 1971 -)، ملحن كويتي.

## حياته
ولد في الكويت في صغره كان يحب الاستماع لأغنيات أم كلثوم، فريد الأطرش وعبد الحليم حافظ، ويخصص جزءاً كبيراً من مصروفه اليومي لشراء الأشرطة، تعلم بعدها العزف على آلات العود، الكمان والأورغ. في سن الرابعة عشرة بدأ يتلقى ثقافة موسيقية حيث تعلم خلالها أساسيات العزف والمقامات والسولفيج،
شارك مع منتخب الكويت في لعبة سلاح الشيش بدورة قارة آسيا عام 1991 كما كان له مشاركات مع نادي السالمية سافر بعدها إلى القاهرة لإكمال دراسته الجامعية عام 1992، قبل أن يعود مرة أخرى إلى الكويت عام 1996 في مارس 2016 تعرض لوعكة صحية حادة، استدعت مكوثه في المستشفى لعدة أيام لكنه تعافى منها.

### حياته الأسرية
متزوج ولديه ولدان منهم محمد

## مشواره المهني
بدأ أول ألحانه عام 1995 مع أغنية لمطرب مصري يدعى «شهاب حسني»، وأخرى لمطرب كويتي يدعى «حمد المانع». كانت الأغنية باللهجة المصرية بعنوان «ما تقولها تاني»، وهي التي عرّفته بالجمهور والمطربين الكويتيين، لأنها لم تكن أغنية خليجية بل بإيقاع شرقي وكلمة مصرية.
عمل كمخرج إذاعي في إذاعة الكويت، نفذ واشرف على الحان وألبومات عدة فنانين عرب. قدم أغنيات وطنية، وأغنيات مسلسلات ومهرجانات منها أوبريت «كلنا كويتيون» عام 2016 يمتلك مكتبا لتنظيم الحفلات والمهرجانات كما قام بتولي إدارة أعمال عدة فنانين مثل دارين حدشيتي وميريام فارس.

### مشاركته كعضو لجنة تحكيم
عام 2003 شارك كعضو لجنة في برنامج المواهب الغنائية سوبر ستار على شاشة تلفزيون المستقبل بمشاركة الياس الرحباني وتونيا مرعب لثلاثة مواسموعام 2010 شارك كعضو لجنة تحكيم مهرجان الأغنية العربية الخامس عشر للحصول على جائزة «الميكروفون الذهبي».

### خلافه مع الفنان أحلام
في سبتمبر 2013 شنّ هجوماً حاداً على المطربة الإماراتيّة «أحلام الشامسي»، على خلفية اتهامها له بأنّه السبب وراء إقصائها عن مهرجان «ليالي فبراير» الغنائي، في نفس العام رادا عليها ليس غريباً أن تتهجّم أحلام عليّ وبأنه«موضوع تافه جداً، وليس غريباً على أحلام، ولا هو بالشيء الجديد عليها أن تتهجّم عليّ» عندما قالت إنّني متعهد حفلات، لا أعتقد أنّها أساءت إلي ـ بالعكس ـ فأنا كذلك، وهي مهنة ذكرتها أحلام في كلامها كأنّها عيب بحقي«.متعهد حفلات وملحن رغماً عنها» مع أنّها هي أكثر إنسانة تحتاج إلى متعهّد حفلات، لأنّ الذي قدّمها للفنّ هو المتعهّد.

## جوائز
حائز على الجائزة الذهبية عام 2000 في مهرجان القاهرة عن أغنية الطفل «كتابي صديقي» مصر
.

## أبرز النجوم الذين تعاملوا معه
- ماجد المهندس في أغنية «روعة يالكويت»
- نبيل شعيل في أغنية «دلوعة»، «والله وعرفت تجرحني» و «مشكور».
- عبد الله الرويشد في أغنية «إلا حبك» و «حبيبة قلبي» (مع نوال الكويتية)، أنا منهو
- نوال الكويتية في أغنية «تضحك ونبكي»
- فرقة ميامي في أغنية «هونها»، «السمرا والبيضا» و «أحلى من الحلوين»
- محمد البلوشي في أغنية «توبى»
- خالد بن حسين في أغنية «طفل مغرور»
- ريم المحمودي في أغنية «حسايف» و «خدني بقربك» (الأغنية التي أطلقتها)
- فايز السعيد في أغنية «بلغوها»
- أحلام الشامسي في أغنية «لا تصدقونه» وناويلك
- هويدا يوسف في أغنية «كذبة ووهم»
- راشد الفارس في أغنية «لما تسألكم علي»
- نوال الزغبي عادي ومنى عينه
- لحن وأشرف على كل أغنيات «فوازير داود في هوليود» للممثل «داود حسين».
- ديانا كرزون في أغنية الشر برا وبعيد
- يارا سكر زيادة
- ميريام فارس مكانه وين
- طارق العلي برنامج «طول بالك»

## انظر ايضا
- عبد الله الرميثان
- طارق العوضي
- مشعل العروج
- إبراهيم التميمي